# Championnat d'Afrique féminin de volley-ball des moins de 18 ans 2011
Navigation
Édition précédente Édition suivante
Le 14e Championnat d'Afrique de volley-ball féminin des moins de 18 ans s'est déroulé du 1er avril 2011 au 3 avril 2011 au Caire, Égypte. Il met aux prises les trois meilleures équipes africaines de moins de 18 ans.

## Organisation
Les trois équipes présentes se rencontrent toutes dans une poule unique au format round-robin. Chaque équipe joue une fois contre les deux autres. Le classement final est déterminé en fonction des résultats obtenus.

## Équipes présentes
- Algérie
- Égypte
- Tunisie

## Compétition
| # | Équipe  | Pts | J | G | P | Sp | Sc | Ratio | Pp  | Pc  | Ratio |
| - | ------- | --- | - | - | - | -- | -- | ----- | --- | --- | ----- |
| 1 | Égypte  | 4   | 2 | 2 | 0 | 6  | 2  | 3     | 183 | 141 | 1.298 |
| 2 | Algérie | 3   | 2 | 1 | 1 | 5  | 4  | 1.25  | 196 | 203 | 0.966 |
| 3 | Tunisie | 2   | 2 | 0 | 2 | 1  | 6  | 0.167 | 136 | 171 | 0.795 |

## Classement final
| Place              | Équipe  |
| ------------------ | ------- |
| Médaille d'or      | Égypte  |
| Médaille d'argent  | Algérie |
| Médaille de bronze | Tunisie |

## Distinctions individuelles
- MVP : Aya El Shamy
- Meilleure passeuse : Laila Mahfouz